# Nykoivisto

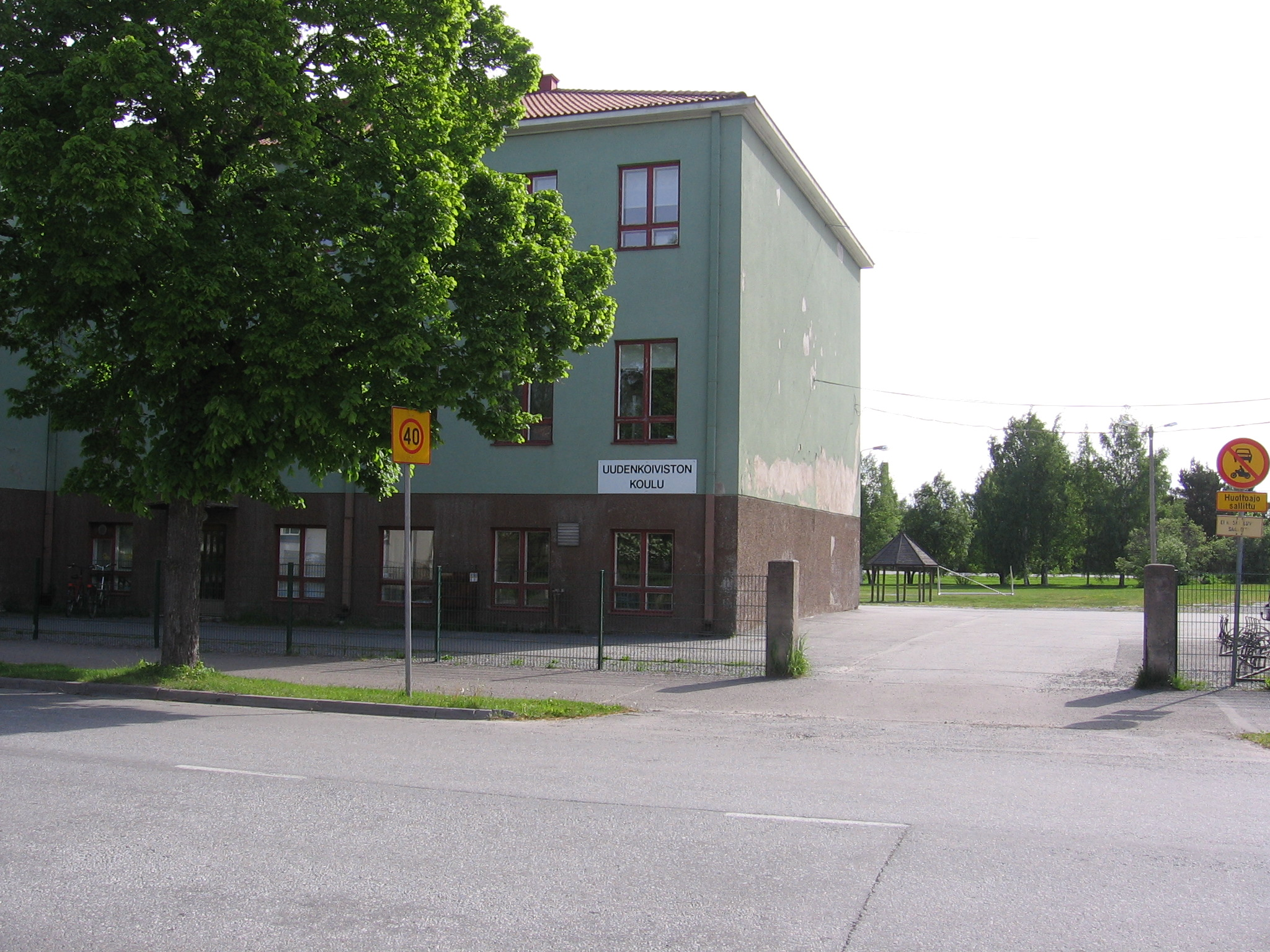
Lågstadiet i Nykoivisto

Nykoivisto (finska: Uusikoivisto)  är en av de 92 stadsdelarna i Björneborg, Finland. Den ligger i den östra delen av staden mellan stadsdelarna Kungshagen i norr, Koivula i öster, Impolahörnet i söder och Mellanriorna i väster. Området är främst bebyggt med villor och parhus.
Nykoivisto  utvecklades till ett  urbant samhälle 1908. Området tillhörde Ulvsby kommun fram till 1941, då det införlivades med staden. De flesta som bodde i Nykoivisto arbetade i staden och därför hade Ulvsby redan 1922  ansökt om att Nykoivisto skulle överföras till staden.  Nykoivisto är känt för sin skola och den frivilliga brandkåren. [källa behövs]
Nykoivisto uppstod på Koivisto gårds marker när man på 1800-talet  började sälja tomter till arbetare från Björneborg. Flera av de ursprungliga husen byggdes av plank och brädstumpar som blev över från Rosenlew sågverk.